# Fédération guadeloupéenne du Parti socialiste
 (novembre 2017).
La Fédération guadeloupéenne du Parti socialiste (FGPS) est la fédération de Guadeloupe du Parti socialiste français.

## Origines

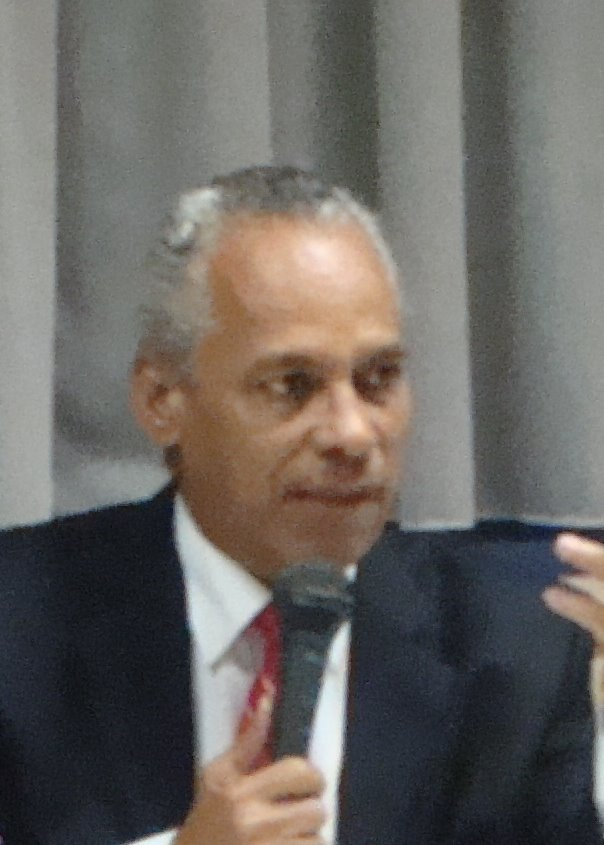
Victorin Lurel.

La FGPS est actuellement l'un des deux principaux partis politiques de la Guadeloupe avec Guadeloupe unie, solidaire et responsable.
Plus ancienne formation politique guadeloupéenne fondée au tournant du XIXe et du XXe siècle, la Fédération des socialistes de Guadeloupe est l'héritière de grandes figures telles que Hégésippe Légitimus, Paul Valentino, Joseph Pitat, Frédéric Jalton, Félix Proto, Patrice Tirolien ou Victorin Lurel.
Elle défend les valeurs du socialisme démocratique et défend avec ardeur les valeurs de solidarité, de justice sociale, d'égalité réelle et de laïcité.

## Histoire

### Troisième République

#### 1870-1914
La figure fondatrice du socialisme guadeloupéen est Hégésippe Légitimus proche, à l'origine de Jules Guesde et du Parti ouvrier français. Il se rallie à Jean Jaurès en 1899 mais ne participe pas, en 1905, à la création de la SFIO.
Légitimus, surnommé le "Jaurès noir", fait émerger le parti socialiste comme le parti de la classe ouvrière noire face aux blancs et aux mulâtres. Il défend le prolétariat exploité par le patronat blanc incarné par les propriétaires des usines de sucre.
Le programme socialiste comporte des mesures sociales ambitieuses : réduction à huit heures de la journée de travail, salaire à 5 francs, introduction du code des marchés, création des Prud’hommes, création de l’assistance médicale gratuite, ouverture de bains et lavoirs publics, abolition du travail de nuit pour les femmes et les enfants, protection des femmes enceintes, ouverture de maternités et d'hospices, maison de retraite, assainissement de l’habitat aux frais des propriétaires, laïcisation des écoles ; création de bourses, de cours d’adultes, abolition de subventions aux grandes compagnies et établissements, aux monopoles et aux cultes, expropriation des moyens de production.
À partir de 1902, Légitimus fait le choix de "l'alliance capital-travail" en acceptant des compromis avec les usiniers, ce qui lui vaudra des accusations de trahison de la classe ouvrière. Sous son influence, néanmoins, en tant que député, de président du conseil général de la Guadeloupe et de maire de Pointe-à-Pitre, il contribuera à développer l'instruction scolaire secondaire et supérieure et favorisera ainsi l'émancipation sociale et politique des noirs guadeloupéens.
Enfin, au début du 20e siècle, les femmes participent à la vie du parti. Ainsi, l'Émancipation, journal du parti, présente leurs réunions une fois par semaine. C'est la première participation active des femmes dans la vie politique de l'île. Ce journal, à la suite des écrits de Marie Bonnevial, pionnière de la franc-maçonnerie, qui avait assisté au congrès de Rome de la Libre-pensée en 1904, témoigne de leur place immense dans la société guadeloupéenne. Cependant le droit de vote des femmes reste débattu, comme dans tout le parti socialiste de l'époque. Souvent, ce droit est soumis à l'instruction féminine. Une supposée bonne instruction serait un préalable à leur droit de vote. En opposition aux idées féministes, les rôles des hommes et des femmes dans la société ne doivent pas être bouleversés. -.

#### 1918-1946
À partir des années 30, la figure majeure de la SFIO en Guadeloupe est Paul Valentino, qui intègre la direction du parti à partir de 1933. Figure de la résistance locale au régime de Vichy qu'il contribue à faire tomber en 1943, Valentino est élu député à la Libération et il se distingue par son opposition à la loi d'assimilation de 1946 qui débouche sur la départementalisation de la Guadeloupe, de la Guyane, de la Martinique et de la Réunion. 
Avec d'autres socialistes, il estime en effet que cette assimilation ne permet pas la reconnaissance des spécificités de territoires très éloignés de l'Hexagone et qu'elle rogne les pouvoirs en matières budgétaire et fiscale du conseil général. Il deviendra par la suite départementaliste et rejoindra l'UDR.

### Quatrième République
Sous la IVe République, la vie politique guadeloupéenne est dominée par les luttes d'influence entre les socialistes et les communistes pour le leadership sur la gauche guadeloupéenne.

### Cinquième République

#### 1958-1972
Dans les années 50 et 60, le renouveau socialiste est notamment incarné par Joseph Pitat, maire de Basse-Terre et président du conseil général, René Toribio, maire de Lamentin, puis par Frédéric Jalton, qui participe à la création de la Fédération guadeloupéenne du parti socialiste en 1956 avant d'être élu maire des Abymes en 1967, puis député en 1973.

#### Années 1970
Les années 70 marquent une période troublée pour le parti socialiste en Guadeloupe. La scission des cadres et de la très grande majorité des militants qui créent le Mouvement socialiste guadeloupéen en juillet 1972, principalement pour cause de désaccord sur la place réservée aux DOM-TOM dans le chapitre "politique étrangère" du programme commun de la gauche adoptée par le parti socialiste, le parti communiste et le parti radical. 
Une nouvelle section, lié au parti national, est créée en octobre 1972 autour de René Toribio.
Malgré une réunification à la suite d'un renoncement explicite à l'autonomie de la part du PS national en avril 1975, le départ est acté de la grande figure de la Fédération Lucien Bernier, vers l'UDF. 
René Toribio ne rejoint pas non plus le nouveau parti unifié, et à maintenu l'existence légale d'un "Parti socialiste guadeloupéen", qui lui sert de véhicule électoral. Son fils, José Toribio, reprendra la tradition familiale.
Au moment de la campagne électorale de 1981, Lucette Michaux-Chevry quitte à son tour le parti pour rejoindre le camp de Valéry Giscard d'Estaing puis le RPR.

#### Années 1980
Dans les années 80, les socialistes menés par Dominique Larifla remportent les élections cantonales de 1985 et les élections régionales de 1986 à la tête d'une majorité d'union de la gauche avec le parti communiste guadeloupéen. 
Dominique Larifla choisira de rester président du conseil général, charge qu'il assumera de 1985 à 1998, et c'est Félix Proto qui sera élu président de région entre 1986 et 1992 et qui mènera une politique d'investissement massif en matière d'infrastructures pour moderniser la Guadeloupe.
La fin des années 80 est marquée par l'affrontement entre le courant Larifla et le courant Jalton au sein du parti, qui se conclura par le départ de Dominique Larifla de la FGPS en 1991 pour créer le GRAP-G (Groupement de réflexion et d'action pour la Guadeloupe) qui rassemble des personnalités venues aussi bien de la gauche que de la droite. Cette scission,  est devenu le GUSR, qui domine la vie politique guadeloupéenne sous les mandats d'Emmanuel Macron.
Ce mouvement politique dissident constitue une liste pour les élections régionales de 1992 intitulée FRUI-G (Force régionale unie dans l'intérêt de la Guadeloupe) qui se présente contre la liste du président socialiste sortant Félix Proto conduite par Frédéric Jalton. 
Arrivée en 3e position derrière la liste de la droite conduite par Lucette Michaux-Chevry et celle de Frédéric Jalton, les socialistes dissidents de la FRUI-G choisissent de faire élire Lucette Michaux-Chevry du RPR (ancienne socialiste jusqu'en 1980) à la tête de la Région et constituent une majorité de travail gauche-droite similaire à la tête du conseil général.

#### Années 1990
La FGPS est alors au creux de la vague et ne compte plus en 1995 qu'une seule mairie sur 34 communes : Patrice Tirolien à Grand-Bourg de Marie-Galante. C'est le début d'une traversée du désert qui durera près d'une décennie après une nouvelle défaite aux régionales de 1998, toujours face à Lucette Michaux-Chevry.

## Les décennies 2000-2020
À la suite des élections régionales de 2010, la liste « Tous pour la Guadeloupe » du président Victorin Lurel détient la majorité au sein de l'assemblée régionale. Sur cette liste, on trouve des élus de la FGPS dont Victorin Lurel, Paul Naprix, Louis Galantine, Jocelyn Sapotille, etc.
Entre 2012 et 2017, la FGPS compte deux parlementaires, le député Victorin Lurel et le sénateur Félix Desplan.

### 2015
Premier secrétaire depuis le 8 mai 2011, Max Mathiasin (en désaccord avec Victorin Lurel) quitte la FGPS en mai 2015 pour fonder son propre parti, le Mouvement de réflexion et d'action pour la Guadeloupe.
La FGPS, majoritaire avec ses alliés DVG et PPDG, récupère la présidence du conseil départemental de la Guadeloupe lors des élections de 2015 en la personne de Josette Borel-Lincertin.
À la suite des élections régionales de 2015, la liste de Victorin Lurel est battue par celle de Ary Chalus (GUSR) allié avec des personnalités de droite comme Marie-Luce Penchard (LR).

### 2017
Victorin Lurel décide de ne pas se représenter aux élections législatives de 2017 et soutient sa suppléante, Hélène Vainqueur-Christophe, dans la quatrième circonscription. Celle-ci est élue au second tour le 17 juin avec 61,51 % des suffrages exprimés. À l'Assemblée nationale, elle siège au sein du groupe socialiste.
Dans la première circonscription, la liste proposée par Victorin Lurel est désinvestie par la commission nationale du Parti socialiste, en raison de la condamnation en appel de Georges Hermin début 2017 pour complicité d’escroquerie dans une affaire de fraude à la défiscalisation, et de celle de son suppléant Maurice Lorquin pour faux et usage de faux en mars 2017. Victorin Lurel et la fédération guadeloupéenne du Parti socialiste soutiennent malgré tout cette liste, qui recueille 5,57% des suffrages exprimés. La FGPS investit de nouveau Georges Hermin en tant que candidat tête de liste à l'occasion des élections municipales de 2020 dans la commune de Morne-à-l'Eau. Au second tour, la liste de Georges Hermin fusionne avec celle de Guetty Labuthie, candidate investie par le comité électoral de La France insoumise.
Victorin Lurel se présente aux élections sénatoriales de septembre afin de remplacer Félix Desplan qui s'est rapproché de LREM en juin 2017. La liste FGPS-DVG-PPDG arrive en tête avec 38,79 % devant la liste GUSR-LREM et obtient 2 élus : Victorien Lurel (FGPS) et Victoire Jasmin (DVG) qui siègent au sein du groupe socialiste et républicain.

### 2021
En mars 2021, des personnalités de la société civile guadeloupéenne, à l'image de l'écrivaine féministe Patricia Braflan-Trobo, exigent la démission d'Hilaire Brudey, 1er secrétaire de la fédération guadeloupéenne du Parti socialiste et maire de Terre-de-Haut, après que celui-ci ait publié puis effacé une photo intime sur un groupe de discussion professionnel composé d'environ 200 personnes, dont des journalistes, des élus politiques et des personnalités locales  .
Lors des élections régionales de juin 2021, la FGPS désigne tardivement après de longs débats internes Josette Borel-Lincertin, présidente sortante du conseil départemental, comme tête de liste aux élections régionales. Elle conduit une liste d'union PS-EELV-LFI avec des membres de la société civile intitulée "Péyi Gwadloup". Dans un contexte de division de l'opposition au président sortant Ary Chalus (LREM-GUSR) avec la liste conduite par Max Mathiasin où figurent plusieurs dissidents socialistes, la liste "Péyi Gwadloup" n'obtient que 15 900 voix, soit 17,38% des suffrages exprimés, au premier tour du 20 juin 2021, et 29 485 voix, soit 27,57% au second tour du 27 juin 2021. Le même jour, Josette Borel-Lincertin, qui était également en lice aux élections départementales, perd également son canton, ce qui entraîne un changement de majorité au conseil départemental au profit de Guy Losbar (GUSR-LREM).
Le 30 septembre 2021, Josette Borel-Lincertin, annonce sur les médias sa démission du parti socialiste dont elle était la secrétaire nationale aux outre-mer depuis octobre 2020.
Le 6 octobre 2021, à l'issue du congrès socialiste de Villeurbanne, les militants socialistes guadeloupéens choisissent Olivier Nicolas, 46 ans, comme Premier secrétaire fédéral. Il remporte le vote interne avec 66% des voix et succède à Hilaire Brudey qui ne se représentait pas.

### 2022
À l'occasion de l'union de la gauche dans l'Hexagone pour les élections législatives de 2022 (NUPES), la FGPS souhaite dans cette même perspective soutenir des candidatures uniques par circonscription. La FGPS investit Sylvie Chammougon-Anno (3e) et Élie Califer (4e) et soutient les candidatures de Christian Baptiste du PPDG (2e) et de Nadège Montout de LFI (1re). 
Malgré l'absence d'accord avec les autres partis pour présenter des candidatures communes, les candidats Christian Baptiste et Élie Califer sont élus députés au second tour et siègent comme apparentés au sein du groupe socialiste et apparentés.

## Élus
En 2022, les principaux élus de la FGPS sont :
- André Atallah, maire de Basse-Terre ;
- Hilaire Brudey, maire de Terre de Haut ;
- Bernard Guillaume, conseiller régional, 1er adjoint au maire de Basse-Terre ;
- Victoire Jasmin, sénatrice ;
- Victorin Lurel, sénateur, conseiller régional ;
- Loïc Martol, conseiller régional, conseiller municipal de Pointe-à-Pitre ;
- Jules Otto, maire de Vieux-Habitants, conseiller départemental ;
- Marie-Yveline Ponchateau-Théobald, maire de Baillif, conseillère départementale ;
- Jocelyn Sapotille, maire de Lamentin, conseiller départemental.

La FGPS compte par ailleurs un député qui siège à l'Assemblée nationale au sein du groupe socialiste et apparentés :
- Elie Califer, député de la 4e circonscription.

## Résultats électoraux

### Élections législatives
| Année | 1er tour | 1er tour | 2d tour | 2d tour | Sièges | Rang | Gouvernement            |
| Année | Voix     | %        | Voix    | %       | Sièges | Rang | Gouvernement            |
| ----- | -------- | -------- | ------- | ------- | ------ | ---- | ----------------------- |
| 1973  | 1 690    | 2,52     |         |         | 0 / 3  | 6e   | Extra-parlementaire     |
| 1978  | 7 917    | 11,62    | 15 039  | 17,33   | 0 / 4  | 4e   | Extra-parlementaire     |
| 1981  | 9 757    | 23,53    | 13 550  | 22,77   | 1 / 4  | 2e   | Majorité présidentielle |
| 1986  | 22 344   | 27,85    |         |         | 1 / 4  | 2e   | Opposition              |
| 1988  | 18 776   | 33,78    | 25 221  | 35,17   | 2 / 4  | 1er  | Majorité présidentielle |
| 1993  | 24 131   | 23,79    | 28 271  | 36,37   | 1 / 4  | 2e   | Opposition              |
| 1997  | 10 468   | 10,71    |         |         | 0 / 4  | 6e   | Extra-parlementaire     |
| 2002  | 18 888   | 21,08    | 27 270  | 25,44   | 2 / 4  | 2e   | Opposition              |
| 2007  | 22 747   | 23,72    | 30 283  | 25,19   | 0 / 4  | 1er  | Extra-parlementaire     |
| 2012  | 49 653   | 51,05    | 51 110  | 61,76   | 3 / 4  | 1er  | Majorité présidentielle |
| 2017  | 11 120   | 14,91    | 13 403  | 15,36   | 1 / 4  | 3e   | Opposition              |
| 2022a | 8 050    | 10,72    | 10 633  | 12,98   | 1 / 4  | 2e   | Opposition              |
| 2024b | 19 509   | 19,30    | 15 068  | 14,60   | 1 / 4  | 1er  | Opposition              |

a Au sein de la Nouvelle Union populaire écologique et sociale.
b Au sein de la Nouveau Front populaire.